# Cucullia nubipicta
Cucullia nubipicta är en fjärilsart som beskrevs av George Francis Hampson 1914. Cucullia nubipicta ingår i släktet Cucullia och familjen nattflyn. Inga underarter finns listade i Catalogue of Life.